# باتريشيا نايت
باتريشيا نايت (بالإنجليزية: Patricia Knight) هي ممثلة أمريكية، ولدت في 28 أبريل 1915 ببوسطن في الولايات المتحدة، وتوفيت في 26 أكتوبر 2004 في الولايات المتحدة بسبب مرض.

## وصلات خارجية
- باتريشيا نايت على موقع IMDb (الإنجليزية)
- باتريشيا نايت على موقع قاعدة بيانات الفيلم (الإنجليزية)